# Le donne al parlamento
Le donne al parlamento (in greco antico: Ἐκκλησιάζουσαι?, Ekklēsiázousai, "Ecclesiazuse") è una commedia di Aristofane andata in scena per la prima volta ad Atene, alle Lenee del 392 o 391 a.C. In italiano è tradotta anche come Le donne all'assemblea o Ecclesiazuse. Il titolo originale greco deriva dal termine ecclesia, l'assemblea del popolo, che deliberava su importanti questioni di Stato.

## Trama
La commedia narra di un gruppo di donne, con a capo Prassagora, che decidono di tentare di convincere gli uomini a dar loro il controllo di Atene, perché in grado di governare meglio di loro, che stanno invece portando la città alla rovina. Le donne, camuffate da uomini, si insinuano nell'assemblea e votano il provvedimento, convincendo alcuni uomini a votare a favore, poiché era l'unica cosa che non fosse ancora stata provata. 
Una volta al potere, le donne deliberano che tutti i possedimenti e il denaro vengano messi in comune per essere amministrati saggiamente dalle donne. Questo vale anche per i rapporti sessuali: le donne potranno andare a letto e fare figli con chiunque loro vogliano. Tuttavia, siccome questo potrebbe favorire le persone fisicamente belle, si decide anche che ogni uomo, prima di andare con una donna bella, sia tenuto ad andare con quelle brutte, e viceversa. 
Queste delibere però creano una situazione assurda e paradossale: verso la fine della commedia, un giovane confuso e spaventato si ritrova conteso fra tre ripugnanti megere che litigano per assicurarsi i suoi favori. La commedia si chiude, infine, con un grande banchetto a cui partecipa tutta la cittadinanza.

## Commento

### L'utopia
Anche nelle Donne al parlamento, come accade spesso nelle commedie di Aristofane, la realizzazione di un'utopia porta a rilevanti modifiche in tutta la società, modifiche che possono essere positive o negative, a seconda dei casi. In quest'opera le donne impongono ad Atene una sorta di comunismo integrale, i cui effetti però (almeno dal punto di vista sessuale) assumono i contorni dell'incubo: ad un giovane si prospetta l'obbligo di concedersi per interi giorni a tre laide vecchiacce, prima di poter vedere una bella ragazza. Anche in quest'opera non manca la vena geniale di Aristofane, benché più fiacca ed episodica che non in altre commedie che hanno donne come protagoniste, per esempio Le donne alle Tesmoforie o Lisistrata.

### Gli sgoccioli della commedia antica
Nel 392 a.C. Aristofane è un autore che scrive e mette in scena commedie ormai da una quarantina d'anni. I primi bersagli delle sue opere (Cleone, Socrate, Euripide, Agatone) sono ormai morti, e anche i gusti del pubblico stanno cambiando. La commedia antica, di cui Aristofane stesso è il massimo esponente, si va modificando, evolvendosi verso la commedia di mezzo. L'autore evidentemente percepì questi cambiamenti e vi si adeguò: scompare la parabasi, ed anche la parte riservata al coro è sensibilmente ridotta. In due casi, invece della parte riservata al coro, appare la didascalia ΧOPOY, che indica un semplice intermezzo di musica e danza che ha il solo scopo di separare una scena dalla successiva.

### Neologismo
L'opera contiene la più lunga parola del greco antico: un abnorme composto che si estende per sette versi per indicare il menu del banchetto che chiude la commedia:
(vv. 1169-1175)
Pronunciare una simile parola doveva indubbiamente richiedere una certa abilità nel conciliare la velocità dell'eloquio con la chiarezza della pronuncia.

## Edizioni italiane
- Le donne a Parlamento, traduzione di Domenico Comparetti, S. Lapi, 1901.
- Le donne a Parlamento, traduzione di Raffaele Cantarella, Mazara, Società Editrice Siciliana, 1957.
- Le commedie, a cura di Benedetto Marzullo, Bari, Laterza, 1968.
- Le donne al Parlamento, traduzione di Guido Paduano, I Classici della BUR n.494, Milano, Rizzoli, 1984.
- Le donne all'Assemblea, a cura di Massimo Vetta, traduzione di Dario Del Corno, Collezione Scrittori greci e latini, Milano, Mondadori-Fondazione Lorenzo Valla, ottobre 1989; II ed. aggiornata, 1994.